# Bossuta Stefan
Bossuta Stefan was de derde aartsbisschop van Gniezno.
Men gaat ervan uit dat hij vanwege zijn dubbele voornaam (zowel Oudslavisch als christelijk) een etnische Slaaf was. Een alternatieve theorie is dat er twee aartsbisschoppen waren die elkaar binnen een jaar hebben opgevolgd. De bisschop wordt kort vermeld in de Annalen van Krakau:
1027. "Ypolitus archiepiscopus obiit. Bossuta succ[edit]."

1028. "Stephanus archiepiscopus obiit."